# Untamed Heiress
Untamed Heiress è un film del 1954 diretto da Charles Lamont.
È un western statunitense a sfondo musicale con Judy Canova, Don 'Red' Barry e George Cleveland.

## Produzione
Il film, diretto da Charles Lamont su una sceneggiatura di Barry Shipman e un soggetto di Jack Townley, fu prodotto da Sidney Picker per la Republic Pictures e girato dal 7 dicembre a metà dicembre 1953. Il titolo di lavorazione fu The Hot Heiress.

## Distribuzione
Il film fu distribuito negli Stati Uniti dal 1º aprile 1954 al cinema dalla Republic Pictures.